# Repubblica Popolare del Kuban'
La Repubblica Popolare del Kuban' (in russo Кубанская Народная Республика ?, in ucraino Кубанська Народна Республіка?) fu una delle numerose repubbliche che si separarono dalla Russia, tra il 1917 e il 1918, a seguito della rivoluzione d'ottobre. Come la Repubblica del Don, il Kuban, era uno Stato dalla forte impronta cosacca ed anticomunista. La repubblica lottò ferocemente, nel corso della guerra civile russa, contro i bolscevichi della Repubblica Sovietica del Terek. La sua assemblea, la Rada del Kuban' venne  formata nel marzo del 1917, proclamò l'indipendenza il 28 gennaio 1918, venne riconosciuta sia dai tedeschi che dai bolscevichi il 16 febbraio 1918. Il 13 aprile 1918 venne comunque conquistata dai bolscevichi. Qui i rossi fondarono l'effimera Repubblica Sovietica del Kuban' poi fusa nella Repubblica Sovietica del Kuban'-Mar Nero e Repubblica Sovietica del Caucaso settentrionale, riconquistata a sua volta nel dicembre 1918 dall'Armata Bianca della Repubblica Popolare. La repubblica combatté durante il conflitto di Soči, anche contro la Georgia. La Repubblica Popolare del Kuban' cessò di esistere definitivamente il 17 marzo 1920, conquistata dai bolscevichi ed assorbita nella RSSF Russa.